# 200% llop
200% llop (títol original en anglès, 200% Wolf) és una pel·lícula d'animació de fantasia i comèdia del 2024 dirigida per Alexs Stadermann i basada en la saga dels homes llop de Jayne Lyons. És seqüela de la pel·lícula 100% Wolf del 2020. La pel·lícula compta amb les veus originals de Jennifer Saunders, Samara Weaving, Ilai Swindells, Akmal Saleh, Peter McAllum, Sarah Harper i Elizabeth Nabben. S'ha doblat al català.
Es va estrenar a Nova Zelanda el 4 de juliol de 2024. Posteriorment, es va estrenar als cinemes australians el 8 d'agost. Va tenir una estrena limitada als Estats Units el 23 d'agost amb Viva Pictures. També es va llançar al Regne Unit el 20 de setembre del mateix any, a càrrec de Signature Entertainment. La pel·lícula es va presentar al Festival de Cinema de Sydney, i va rebre elogis per la seva animació dinàmica i els elements còmics.